# Ubuntu Studio
Ubuntu Studio é uma distribuição GNU/Linux (variação oficial do Ubuntu) voltada para pessoas ligadas à edição e produção de material multimídia como áudio, vídeo, imagem e editoração. Conta com melhorias de acesso à hardwares com finalidades semelhantes, como placa de vídeo e de placa de som, e também é configurado para se obter uma melhor performance que atenda o fluxo de trabalho que a distribuição se propõe, utilizando o ambiente de desktop KDE Plasma.

## Visão geral
Esta distribuição chama-se Ubuntu Studio por se tratar de um sistema operacional voltado para aplicações multimidia, beneficiando da inclusão de um núcleo de TR (tempo-real), sendo ideal para ilhas de edição e várias outras aplicações que envolvam trabalhos gráficos ou de áudio em tempo-real. 
O Ubuntu Studio já vem com programas previamente instalados, como o Blender (Modelagem e animação 3D), Ardour (Edição de áudio/MIDI multipista), Audacity (edição de áudio), GIMP (poderoso editor de imagens), Inkscape (Desenhos vetoriais), OpenShot (edição de Video), dentre outros.

## Histórico de lançamentos

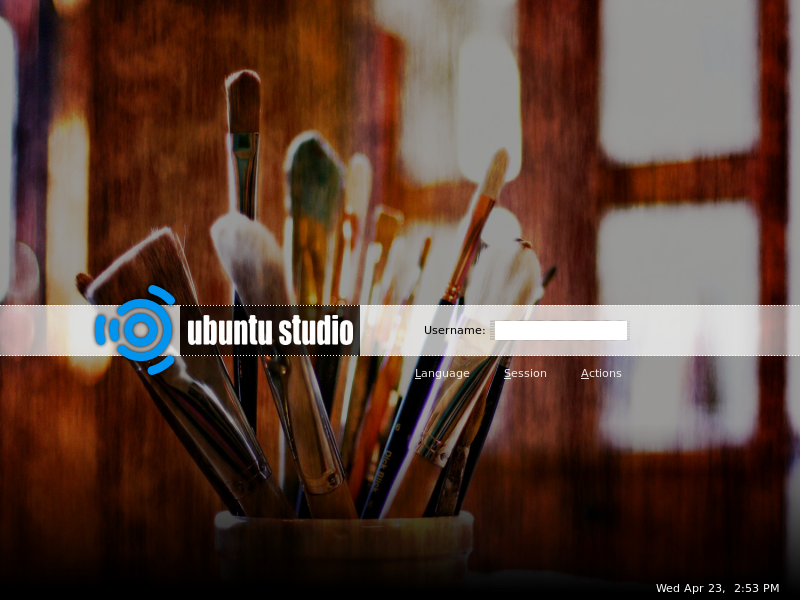
O ecrã de login no ubuntu studio 8.04

Em 10 de maio de 2007 foi lançada a primeira versão final do Ubuntu Studio: 7.04. Seu lançamento teve ligeiro atraso considerando que estava previsto para o final de abril do mesmo ano. A versão 7.04 foi baseada na também 7.04 Feisty Fawn versão do Ubuntu Linux.
Em outubro de 2007 foi lançada a segunda versão, a Gutsy Gibbon.
| Versão                                                                                     | Nome da versão    | Data de lançamento  |
| ------------------------------------------------------------------------------------------ | ----------------- | ------------------- |
| 7.04                                                                                       | Feisty Fawn       | 10 de maio, 2007    |
| 7.10                                                                                       | Gutsy Gibbon      | 18 de outubro, 2007 |
| 8.04 LTS                                                                                   | Hardy Heron       | 24 de abril, 2008   |
| 8.10                                                                                       | Intrepid Ibex     | 4 de julho, 2008    |
| 9.04                                                                                       | Jaunty Jackalope  | 23 de abril, 2009   |
| 9.10                                                                                       | Karmic Koala      | 29 de outubro, 2009 |
| 10.04 LTS                                                                                  | Lucid Lynx        | 29 de abril, 2010   |
| 10.10                                                                                      | Maverick Meerkat  | 10 de outubro, 2010 |
| 11.04                                                                                      | Natty Narwhal     | 28 de abril, 2011   |
| 11.10                                                                                      | Oneiric Ocelot    | 18 de outubro, 2011 |
| 12.04 LTS                                                                                  | Precise Pangolin  | 26 de abril, 2012   |
| 12.10                                                                                      | Quantal Quetzal   | 18 de outubro, 2012 |
| 13.04                                                                                      | Raring Ringtail   | 26 de abril, 2013   |
| 13.10                                                                                      | Saucy Salamander  | Outubro de 2013     |
| 14.04 LTS                                                                                  | Trusty Tahr       | Abril de 2014       |
| 14.10                                                                                      | Utopic Unicorn    | Outubro de 2014     |
| 15.04                                                                                      | Vivid Vervet      | Abril de 2015       |
| 15.10                                                                                      | Wily Werewolf     | Outubro de 2015     |
| 16.04 LTS                                                                                  | Xenial Xerus      | Abril de 2016       |
| 16.10                                                                                      | Yakkety Yak       | Outubro de 2016     |
| 17.04                                                                                      | Zesty Zapus       | Abril de 2017       |
| 17.10                                                                                      | Artful Aardvark   | Outubro de 2017     |
| 18.04                                                                                      | Bionic Beaver     | Abril de 2018       |
| 18.10                                                                                      | Cosmic Cuttlefish | Outubro de 2018     |
| 19.04                                                                                      | Disco Dingo       | Abril de 2019       |
| 19.10                                                                                      | Eoan Ermine       | Outubro de 2019     |
| 20.04 LTS                                                                                  | Focal Fossa       | Abril de 2020       |
| 20.10                                                                                      | Groovy Gorilla    | Outubro de 2020     |
| 21.04                                                                                      | Hirsute Hippo     | Abril de 2021       |
| 21.10                                                                                      | Impish Indri      | Outubro de 2021     |
| 22.04 LTS                                                                                  | Jammy Jellyfish   | Abril de 2022       |
| 22.10                                                                                      | Kinetic Kudu      | Outubro de 2022     |
| 23.04                                                                                      | Lunar Lobster     | Abril de 2023       |
| 23.10                                                                                      | Mantic Minotaur   | Outubro de 2023     |
| Legenda:Versão antigaVersão mais antiga, ainda mantidaVersão mais recenteLançamento futuro |                   |                     |